# The Noose
The Noose è un film muto del 1928, diretto da John Francis Dillon.
Nel 1929, Richard Barthelmess fu candidato all'Oscar al miglior attore per la sua interpretazione di The Noose.
Il lavoro teatrale The Noose da cui è tratto il film, venne ripreso per lo schermo nel 1936 con il film I’d Give My Life di Edwin L. Marin.

## Produzione
Il film fu prodotto dalla First National Pictures.

## Distribuzione
Distribuito dalla First National Pictures, il film - presentato da Richard A. Rowland - uscì nelle sale cinematografiche statunitensi il 29 gennaio 1928.
In Germania fu distribuito nel 1928 dalla Deutsche First National Pictures GmbH (Defina) con il titolo (per il mercato tedesco) di Die Nacht ohne Hoffnung (La notte senza speranza).